# Magnolia banghamii
Magnolia banghamii là một loài thực vật có hoa trong họ Magnoliaceae. Loài này được (Noot.) Figlar & Noot. mô tả khoa học đầu tiên năm 2004.